# Domingos Mãhörõ
Domingos Mãhörõ (1960 — 2020) foi um cacique da etnia xavante da terra indígena Sangradouro, na região do município General Carneiro, a 449 km de Cuiabá, Mato Grosso. Foi presidente da cooperativa indígena do estado e era uma liderança atuante nas causas do povo indígena. Foi coordenador da Saúde Indígena e esteve à frente da Cooperativa Indígena.
Domingos foi vítima da Covid-19 entre indígenas no Brasil. Ele teve a morte confirmada na segunda-feira, 6 de julho de 2020. Diabético e hipertenso, o cacique morreu na capital mato grossense, após ser transferido do interior do Estado. Ele teve o diagnóstico confirmado no dia 25 de junho, sendo encaminhado para uma unidade particular de saúde na cidade de Primavera do Leste. Com a piora do quadro clínico, foi solicitada sua transferência para uma Unidade de Tratamento Intensivo (UTI) do Hospital Estadual Santa Casa, em Cuiabá. A chegada de Domingos só aconteceu na segunda-feira 6, apesar de uma liminar junto à Defensoria Publica ter sido emitida três dias antes. Após a transferência para a UTI, Domingos Mãhörõ sofreu duas paradas cardíacas e não resistiu.

## Ligações Externas
- Domingos Mãhörõ, tributo a Domingos Mãhörõ no Memorial Inumeráveis.